# Souvenirs d'un autre monde
Souvenirs d'un autre monde (Recuerdos de otro mundo) es el primer disco de estudio de la banda francesa Alcest, lanzado en agosto de 2007. El álbum difiere enormemente de las obras previas de Alcest, pues su sonido es similar al post metal y al shoegaze. Audrey Sylvain de Amesoeurs, otra banda que incluye a Neige, canta como invitada en "Sur l'autre rive je t'attendrai". Todas las otras voces y la música fueron escritas y grabadas enteramente por Neige.

## Lista de canciones
| N.º   | Título                                                                   | Duración |  |
| 1.    | «"Printemps Émeraude"» ("Primavera esmeralda")                           | 7:19     |  |
| 2.    | «"Souvenirs d'un autre monde"» ("Recuerdos de otro mundo")               | 6:08     |  |
| 3.    | «"Les Iris"» ("Los iris")                                                | 7:41     |  |
| 4.    | «"Ciel Errant"» ("Cielo errante")                                        | 7:12     |  |
| 5.    | «"Sur l'autre rive je t'attendrai"» ("Sobre la otra orilla te esperaré") | 6:50     |  |
| 6.    | «"Tir nan Og"»                                                           | 6:10     |  |
| 41:20 |                                                                          |          |  |

## Recepción
El álbum recibió en general críticas positivas. Brian Way de Allmusic elogió el aspecto emocional del álbum, exponiendo que este expresaba "anhelo, nostalgia, triunfo y paz dichosa, todo sin una sola palabra en inglés (discernible)". Muchos críticos notaron las influencias estilísticas únicas en el álbum, con Brad Angle de Revolver que describe el álbum como "inesperadamente profundo y conmovedor. Donde muchos discos de black metal cavan hacia dentro, hacia los centros oscuros de sus autores, Souvenirs D’un Autre Monde (traducido como Recuerdos de otro mundo) mira hacia afuera y hacia arriba, alentando al oyente a liberar su aferramiento a la realidad y a flotar en el éter".
Kyle Ward de Sputnik Music estuvo menos impresionado con el álbum, escribiendo que "las ideas presentadas en Souvenirs D'un Autre Monde son sólidas, y bastante revolucionarias para el género, pero la composición es tan descaradamente defectuosa que todas las esperanzas de que esta idea fantástica se realice son alejadas rápidamente, para nunca regresar otra vez".
En 2016, Pitchfork Media clasificó el álbum en el número 32 en su lista de "Los 50 mejores álbumes de Shoegaze de todos los tiempos", diciendo:

"La difuminación del Black metal y del Shoegaze: cuando ambos géneros comenzaron a florecer a principios de la década de 1990, las similitudes no eran evidentes. Pero a principios de la década de 2000, su convergencia parecía inevitable. En 2005 con el EP debut de su melódica y melancólica banda Amesoeurs, pero tomó el primer largo de su próximo proyecto, Souvenirs D'un Autre Monde de Alcest, para consumar su doble pasión por el Black metal y el Shoegaze. El título del álbum de 2007 se traduce como "recuerdos de otro mundo"; en consecuencia, Neige impregnó sus seis pistas con guitarras acústicas translúcidas, truenos de distorsión que hacen temblar el cielo y armonías tiernas y tenues. La composición de canciones llega al cosmos, incluso cuando la intensidad propulsora del disco es un recordatorio constante de la ascendencia del metal de Alcest. Al mismo tiempo, reinventó el shoegaze para un nuevo siglo, demostrando cuán renovable podría ser un recurso sónico ".

## Personal
- Neige – voz, guitarra, bajo, sintetizador, batería
- Audrey Sylvain – voz en "Sur l'autre rive je t'attendrai".
- Fursy Teyssier – Portada